# Bayside at the Embarcadero
Bayside at the Embarcadero est un gratte-ciel de logements (residential condominium) de 120 mètres de hauteur construit à San Diego en Californie aux États-Unis de 2007 à 2009.
L'architecte est l'agence Arc Design International Corporation